# Sidi Ahmed Ou Moussa
Sidi Ahmed Ou Moussa  (in arabo سيدي أحمد أو موسى‎?) è un centro abitato e comune rurale del Marocco situato nella provincia di Tiznit, regione di Souss-Massa. Conta una popolazione di 3 679 abitanti (censimento 2014).